# 銀杏学園短期大学
銀杏学園短期大学（ぎんきょうがくえんたんきだいがく、英語: Ginkyo College of Medical Science）は、熊本県熊本市和泉町亀の甲325　に本部を置いていた日本の私立大学である。1968年に設置され、2006年に廃止された。大学の略称は銀短。

## 概要

### 大学全体
- 熊本県熊本市[注 1]に所在した日本の私立短期大学で、設置主体は学校法人銀杏学園[2]
- 1968年に1学科、入学定員100名体制で開学[3]。1983年度より2学科体制となる。
- 2002年度の入学生を最後に[注釈 3]、2006年に短期大学としての使命を終える[5]。

### 教育および研究
- 1959年、財団法人化学及血清療法研究所が創設した化血研衛生検査技師養成所の伝統を継承し、短大設置の当初より臨床検査技師の養成をとりおこなっていたが、短期大学創設15年を迎えた1983年より看護師養成もおこなうようになった。

## 沿革
- 1959年
  - 3月 化血研衛生検査技師養成所が創設される[6]。
- 1960年 熊本医学技術専門学校となる[7]。
- 1968年
  - 2月3日 左記を以て文部省[注 3]より短期大学の設置が認可される[8]。
  - 4月1日 銀杏学園短期大学が以下の学科体制にて開学する[9]。
    - 衛生技術科 入学定員100名[10]

  - 5月1日 学生数[11]/定員[12]
    - 衛生技術科 106[注 4]/100
- 1971年
  - 1月11日 衛生検査技師法の一部改正に伴う措置として、専攻科を置く[13]。
    - 衛生技術専攻 入学定員70名[14]
- 1973年
  - 4月1日 衛生技術科の修業年限を3年制に変更[13]。
- 1975年
  - 3月31日 専攻科衛生技術専攻を廃止する[13]。
- 1983年
  - 4月1日 看護科[注 5]を増設する[注 6]。
  - 5月1日 学生数[18]/定員
    - 看護科 41[注 7]
    - 衛生技術科 322[注 8]
- 1999年
  - 5月1日 学生数[19]/定員
    - 衛生技術科 312[注 9]/300
    - 看護科 90[注 10]/80
- 2002年
  - 4月1日 この年度で最後の学生募集となる[注釈 3]。
- 2006年
  - 1月31日 左記を以て正式に廃止となる[5]。

## 基礎データ

### 所在地
- 熊本県熊本市和泉町亀の甲325[注釈 1]

### 象徴
- 銀杏学園短期大学のカレッジマークは銀杏の葉っぱをイメージしたものとなっていた。

## 教育および研究

### 組織

#### 学科
- 衛生技術科 入学定員100名
- 看護科 入学定員40名[注 11]

#### 専攻科
- 衛生検査専攻[注釈 2]

#### 別科
- なし

#### 取得資格について
受験資格
- 看護師：看護科
- 臨床検査技師：衛生技術科

### 研究
- 『銀杏学園紀要』ほか[20]

## 学生生活

### 部活動・クラブ活動・サークル活動
- 銀杏学園短期大学で活動していたクラブ活動[6]
  - 体育系：ワンダーフォーゲル・バドミントン・アウトドア・卓球・テニスほか。
  - 文化系：茶道・パソコン・軽音楽・写真・映画鑑賞会・組織細胞学ほか。

## 大学関係者と組織

### 大学関係者一覧
歴代学長
- 上野直彦

## 施設

### キャンパス
- 当時、校地面積は18,498㎡で、校舎面積は延べ5,135㎡となっていた。本校舎ほか学生会館・クラブ室などを設置[6]。

### 寮
- 特になし。

## 卒業後の進路について

### 就職について
- 衛生技術科：資格を活かした職に就いた人が多いものとなっていた。各種医療機関ほかヤクルト本社・エフ・ホフマン・ラ・ロシュなどがある。
- 看護科：資格を活かして各種医療機関へ就職した人が多いものとなっていた。